# Leandro Silva (Fußballspieler, 1987)
Leandro Silva, vollständiger Name Leandro Rodrigo Silva Iglesias, (* 13. März 1987 in Montevideo) ist ein uruguayischer ehemaliger Fußballspieler.

## Karriere

### Verein
Der 1,70 Meter große Mittelfeld- bzw. Offensivakteur Silva gehörte zu Beginn seiner Karriere in der Apertura 2007 und der Clausura 2008 dem Kader des in Montevideo beheimateten Klubs River Plate Montevideo an. In der Apertura 2008 war er beim Erstligisten Tacuarembó FC aktiv. Von der Clausura 2009 an erneut in Reihen River Plate Montevideos stehend, erzielte er dort in jener Halbserie zwei Ligatore. In der nachfolgenden Saison 2009/10 bestritt er drei Partien (kein Tor) in der Primera División. 2010/11 stand er in 15 Begegnungen der mexikanischen Liga de Ascenso für Estudiantes de Altamira bzw. nach anderen Angaben für Cafetaleros de Tapachula auf dem Platz. Ein Tor erzielte er nicht. Im Januar 2011 schloss er sich dem seinerzeitigen uruguayischen Erstligisten Club Atlético Bella Vista an. Nach 14 Erstligaspielen und einem Tor in der Saison 2010/11 absolvierte er in der Spielzeit 2011/12 noch vier weitere Partien (kein Tor) der Primera División und zwei Begegnungen (kein Tor) der Copa Sudamericana. Mitte Dezember 2012 wechselte er nach Costa Rica zu CS Cartaginés. Dort stehen bis zum Saisonende 2013/14 33 Ligaeinsätze und fünf Tore in der Primera División für ihn zu Buche. Auch kam er einmal (kein Tor) in der Liga Campeones zum Zug. 2014 gewann er mit dem Klub die Copa Costa Rica. In der Spielzeit 2014/15 wurde er zwölfmal (ein Tor) in der höchsten costa-ricanischen Spielklasse eingesetzt. Seit Ende April 2015 stand er sodann in Reihen des in der Dominikanischen Republik beheimateten Klubs Universidad Organización y Métodos. Von dort führte sein Karriereweg Mitte August 2015 weiter zum uruguayischen Zweitligisten Boston River. Bei den Montevideanern bestritt er in der Saison 2015/16 drei Zweitligaspiele (kein Tor).

### Nationalmannschaft
Silva gehörte dem Kader der uruguayischen U-20-Fußballnationalmannschaft an, der an der U-20-Südamerikameisterschaft 2007 in Paraguay teilnahm.

### Erfolge
- Copa Costa Rica: 2014